# Hemoterapia
Hemoterapia é o emprego terapêutico do sangue, que pode ser transfundido com seus componentes (hemocomponentes) e derivados   (hemoderivados).
Os componentes sanguíneos (hemocomponentes) são obtidos através de processos físicos e são eles: concentrado de hemácias, plasma fresco congelado, concentrado de plaquetas e crioprecipitado. Já os derivados sanguíneos (hemoderivados) são fabricados através da industrialização do plasma e são eles: albumina, imunoglobulinas e fatores da coagulação (Fator VII, Fator VIII, Fator IX, além dos complexos protombínicos).
Os principais hemocomponentes utilizados na terapia transfusional são: concentrado de hemácias, concentrado de plaquetas, plasma fresco congelado e crioprecipitado. Não se deve usar plasma normal (sem os fatores de coagulação) para a transfusão, ficando seu uso restrito à indústria. Os hemoderivados mais usados são:albumina, imunoglobina, preparados hemofílicos (fator VIII e fator IX).

## Os principais componentes do sangue
- Plasma: cerca de 55% do sangue. É constituído por 92% de água, o resto é constituído por proteínas complexas, tais como globulina, fibrinogênio e albumina.
- Plaquetas: cerca de 0.17% do sangue.
- Glóbulos Brancos: cerca de 1% do sangue.
- Glóbulos Vermelhos: cerca de 45% do sangue.